# Беверлі Пеппер
Беверлі Пеппер (англ. Beverly Pepper, уроджена Беверлі Столл (англ. Beverly Stoll); 20 грудня 1922, Бруклін, Нью-Йорк — 5 лютого 2020) — американська скульпторка та художниця.

## Біографія
Вивчала дизайн і фотографію в Інституті Пратта в Брукліні. У 1949 році переїхала у Париж, де навчалась живопису в академії Гранд-Шомьєр і відвідувала майстерні Фернана Леже і Константіна Бранкузі. У Парижі вийшла заміж за Гордона Кертіса Пеппера. Після повернення до Сполучених Штатів в 1950 році, часто бувала на Близькому Сході, Камбоджі та Європі. Встановила тісні зв'язки з Італією і деякий час проживала у Римі, де у 1952 році відбулася перша виставка її живопису, а потім у 1961 році виставка скульптур.
У 1958 році зацікавилась скульптурою і почала створювати невеликі фігурки з дерева і глини, а в 1962 році перейшла до металевих скульптур великих розмірів. Її перша виставка скульптури у США відбулась у 1965 році. У 1969 році почала розвивати свою концепцію «сполучного мистецтва», на основі громадських скульптур, які розташовані у містах і парках. У 1972 році брала участь у Венеціанському бієнале.
Її виставки проводились у багатьох містах по всьому світу. Роботи зберігаються у колекціях музеїв США, Італії та Японії.